# Larnaka
Larnaka (grško Λάρνακα [ˈlarnaka]; turško Larnaka) je mesto na jugovzhodni obali Cipra in glavno mesto istoimenskega okrožja. Je tretje največje mesto v državi, za Nikozijo in Limassolom, v metropolitanskem območju je leta 2015 živelo 144.200 prebivalcev.
Larnaka je znana po obali s palmami, imenovani tudi Finikoudes (grško: Φινικούδες), pa tudi po cerkvi svetega Lazarja, Hala Sultan Tekke, akvaduktu Kamares in gradu Larnaka. Zgrajena je na ruševinah starodavnega Citiuma, ki je bil rojstni kraj stoičnega filozofa Zenona. Larnaka je dom glavnega letališča v državi, mednarodnega letališča Larnaka. Ima pristanišče in marino.

## Ime
Ime Larnaka izvira iz starogrškega samostalnika λάρναξ larnax »kovček, škatla; prsi, npr. za gospodinjske trgovine; pogrebna žara, sarkofag, krsta; pitje, kelih«. Neuradna etimologija pripisuje izvor imena številnim larnakes (sarkofagom), ki so jih našli na tem območju. Sophocles Hadjisavvas, državni arheolog, pravi, da je »konzul [mest ZDA] v zadnji četrtini 19. stoletja trdil, da je raziskal več kot 3000 grobnic na območju Larnake, tako imenovane po ogromnem številu sarkofagov, najdenih v modernem mestu«.
V ljudskem jeziku je Larnaka znana tudi kot Scala (grško Σκάλα [ˈskala] iz besede σκάλα, izposojenke iz italijanske scala, kar pomeni »lestev« ali »pomol«), ki se nanaša na zgodovinsko pristanišče.
V srednjem veku, do konca 18. stoletja, je majhno pristaniško sidrišče v bližini zaliva Larnaka na zemljevidih, gravurah, v opisih potovanj in dokumentih omenjeno kot Scala di Saline in morda predstavlja to drugo ime; druga imena, ki se pojavljajo na zemljevidih, so: Porto delle Salines, Rada delle Saline, Ponta delle Saline, Punta delle Salino, Golfo delle Saline, Port Salines, Selines, Salines, Le Seline, Le Salline, Saline, Salin, Salinas, Arnicho di Salinas , Port of Lazarus, Lazare [o], Marine, Marina in Commercio

## Zgodovina
Nekdanje mesto-kraljestvo Kition je bilo prvotno ustanovljeno v 13. stoletju pred našim štetjem. Nove kulturne prvine, ki so se pojavile med letoma 1200 pr. n. št. in 1000 pr. n. št. (osebni predmeti, keramika, nove arhitekturne oblike in ideje), se razlagajo kot znaki pomembnih političnih sprememb in prihoda Ahajcev, prvih grških kolonistov Kitiona. Približno v istem času so območje naselili Feničani.
Na arheoloških najdiščih Kitiona so našli ostanke iz 13. stoletja pred našim štetjem. Okoli leta 1000 pr. n. št. so Kition obnovili Feničani in je pozneje postal središče feničanske kulture. Ostanki najdišč vključujejo kiklopsko obzidje in kompleks petih templjev ter pristanišče vojne mornarice.
V 1. tisočletju pr. n. št. ga je osvojila vrsta velikih sil v regiji. Najprej Asirija, nato Stari Egipt. Kot večina ciprskih mest je tudi Kition pripadal Perzijskemu ali Ahemenidskemu cesarstvu. Leta 450 pr. n. št. je atenski general Cimon umrl na morju, medtem ko je vojaško podpiral upor proti perzijski oblasti nad Ciprom. Na smrtni postelji je pozval svoje častnike, naj njegovo smrt prikrijejo tako pred zavezniki kot pred Perzijci.
Leta 76 in leta 77 n. št. so mesto prizadeli močni potresi.
Potresa leta 322 in 342 sta »povzročila uničenje ne samo Kitiona, ampak tudi Salamisa in Pafosa«. Kitionovo pristanišče se je zamuljilo in prebivalstvo se je nekaj za tem preselilo na obalo južneje. (Dejavniki, ki so prispevali k zamuljevanju, naj bi bili potresi, krčenje gozdov in prekomerna paša.)
Komercialno pristanišče je bilo v osmanskem obdobju v današnji soseski Skala, ki se je začelo leta 1571. Skala je ime morske obale neposredno južno od gradu Larnaca – in njegove soseske.
Akvadukt Kamares je bil zgrajen leta 1747 – v mesto je prinesel vodo iz vira približno 10 kilometrov od mesta.

## Geografija
Larnaško slano jezero se pozimi napolni z vodo in ga obiščejo jate plamencev, ki se tam zadržujejo od novembra do konca marca. Običajno poleti presahne. V preteklosti je dalo kakovostno sol, postrgano s posušene površine. Sol iz jezera zdaj velja za neprimerno za uživanje.
Podnebje na tem območju je opisano v sistemu Köppnove podnebne klasifikacije kot vroče polsušno podnebje (BSh) zaradi nizke letne količine padavin in vročih poletnih temperatur, ki povzročajo zelo negativno vodno bilanco. Včasih ga opisujejo kot sredozemsko podnebje zaradi izrazite deževne dobe pozimi in skoraj brez padavin poletij, vendar je ta zima količina padavin nižja od zahtevane količine, da bi se izognili polsušni klasifikaciji.

## Znamenitosti
Znamenitosti mesta so cerkev svetega Lazarja; katakomba cerkve Phaneromeni; Hala Sultan Tekke; akvadukt Kamares in grad Larnaca.
Tako imenovani »Foinikoudes« je promenada vzdolž avenije Athenon na obali. Na obeh straneh se vrstijo vrste palm (ciprsko grško φοινικούδες, foinikoudes).

### Spomeniki
- Doprsni kip Kimona Atenčana stoji na promenadi Foinikoudes, s tem citatom, ki se nanaša nanj na podstavku: »Tudi v smrti je bil zmagovalec« (grško »Kαι νεκρός ενίκα«).
- Zenonov marmorni doprsni kip stoji na križišču blizu Ameriške akademije. Zenon se je rodil v Kitionu leta 334 pr. n. št. Po študiju filozofije v Atenah je ustanovil znamenito stoiško filozofsko šolo.
- Spomenik armenskega genocida stoji na aveniji Athinon.

## Gospodasrstvo
Gospodarstvo Larnake raste od leta 1975, po izgubi pristanišča Famagusta, ki je pretovorila 80 % splošnega tovora in zaprtju mednarodnega letališča v Nikoziji, je pomenilo, da imata letališče in pristanišče v Larnaki čedalje pomembnejšo vlogo v gospodarstvu. otoka. 650 milijonov EUR vredna posodobitev letališča Larnaca je bila zaključena.
Storitveni sektor, vključno s turizmom, zaposluje tri četrtine delovne sile v Larnaki. Številni organizatorji potovanj in letovanj ter druga podjetja, povezana s potovanji, imajo sedež v Larnaki.

## Kultura
Larnaka ima gledališče in umetnostno galerijo, ki ju upravlja občina. Inštitut Cornaro je bil kulturni center, ki ga je ustanovil slavni ciprski umetnik Stass Paraskos v starem mestnem jedru leta 2007 in je prirejal razstave sodobne umetnosti in druge kulturne dogodke, preden ga je leta 2017 zaprla občina Larnaka.

### Muzeji
Muzeji v Larnaki so: Arheološki muzej okrožja Larnaka, Muzej Pierides, Bizantinski muzej Agios Lazaros, Mestni muzej Kallinikeio Athienou, Srednjeveški muzej Larnake, Mestni prirodoslovni muzej Larnake, Mestni zgodovinski arhiv Larnake - Muzej Larnake, Folklorni muzej 'Kostas Kaimakliotis ' - Aradippou, muzej Theasis, medicinski muzej Kyriazis in muzej Michela Platinija.

## Kuhinja
Ob plažah Larnake se vrstijo skoraj enake restavracije z morsko hrano, ki služijo turistom. Čeprav je v Larnaki veliko kontinentalnih in mednarodnih restavracij, obiskovalci ne zamudijo uživanja v lokalni hrani. Številne glavne jedi vključujejo fižol, kot sta fasolaki (francoski fižol, kuhan v rdečem vinu z jagnjetino) in louvi me lahana (črnooki grah z blitvo). Nekatere od standardnih predjedi so krompirjeva solata, solata s kolerabo in vroče črne olive na žaru. Naslednja jed lahko vključuje ciprsko vaško klobaso in sheftalijo, dolmades in keftedes, kolokassi v paradižnikovi omaki in več jedi na osnovi jajčevcev. Pečena jagnjetina ali jagnjetina na žaru (souvla) se običajno pojavi nekje med jedjo, prav tako kakšna riba.

## Pobratena mesta
Občina Larnaca je pobratena z:
- Acapulco, Mehika (od 2011)[10]
- Ajaccio, Francija (od 1989)
- Bratislava, Slovaška (od 2013)[11]
- Galaxidi, Grčija (od 2005)[12]
- Giannitsa, Grčija (od 2003)
- Glyfada, Grčija (od 1998)
- Ilioupoli, Grčija (od 2000)
- Larissa, Grčija (od 1990)
- Leros, Grčija (od 2000)
- Marrickville, New South Wales, Avstralija (od 2005)
- Pirej, Grčija (od 1999)
- Poti, Gruzija (od 1987)
- Saranda, Albanija (od 1994)
- Szeged, Madžarska (od 1993)
- Tarpon Springs, Florida, ZDA (od 2009)
- Tjandžin, Kitajska (od 2007)
- Tripoli, Libanon
- Tulcea, Romunija (od 2003)
- Benetke, Italija (od 2010)